# Nihoa (rodzaj)
Nihoa – rodzaj pająków z infrarzędu ptaszników i rodziny Barychelidae. Obejmuje 23 opisane gatunki. Zamieszkują Oceanię.

## Morfologia
Pająki te osiągają od 8 do 26 mm długości ciała. Karapaks jest w ogólnym zarysie prawie jajowaty. Owłosienie na nim u większości gatunków nie układa się we wzór, ale u N. pictipes tworzy wyraźną ornamentację. Ośmioro oczu umieszczonych jest na wspólnym wzgórku. Najbardziej z przodu leżą oczy pary przednio-bocznej, podczas gdy oczy pary przednio-środkowej leżą wyraźnie za nimi, w związku z czym występują dwa rzędy oczu przednich. Jamki karapaksu są szerokie, poprzeczne, u samców proste, zaś u samic odchylone. Szczękoczułki są pozbawione wyraźnych modyfikacji, mniejsze u samców niż u samic, zaopatrzone w długie i silne pazury jadowe. Ząbki na szczękoczułkach występują na krawędziach przednich oraz w szeregu nasadowo-pośrodkowym ograniczonym do ich nasadowej połowy; brak jest ząbków na krawędziach tylnych. Mniej więcej prostokątne szczęki mają słabo zaznaczone płaty przednie i od 3 do 20 kuspuli w kątach przednio-bocznych. Kuspule są stożkowate, osiągają średnicę do 40–50 μm, oddalone są od siebie o około dwie średnice i mają na powierzchni listewki ułożone we wzór przypominający odcisk palca. Warga dolna jest szersza niż dłuższa, ma zbieżne krawędzie boczne i może być zaopatrzona w kuspule lub ich pozbawiona. Sternum bywa od tak długiego jak szerokie do 1,3 raza dłuższego od swej szerokości. Mogą być na nim widoczne małe, położone brzegowo miejsca przyczepu mięśni (sigillae). Odnóża mają stopy zaopatrzone w nasadowe trichobotria maczugowate i nitkowate. Pazurki u samic mają na kilach pośrodkowych szereg ząbków o jednakowych wymiarach i większych niż przypazurkowe kępki włosków wysokościach. Pazurki samców mogą mieć po szeregu ząbków lub być ich pozbawione. Nogogłaszczki samca mają bulbusy o gruszkowatym kształcie.

## Ekologia i występowanie
Pająki te należą do drapieżników polujących z ukrycia. Budują podziemne norki o kształcie faliście powyginanej rurki. Jedyne wejście do norki zakryte jest wieczkiem.
Przedstawiciele rodzaju zamieszkują krainę australijsko-pacyficzną. Północną granicę zasięgu stanowią wyspy Necker Island i Nihoa wchodzące w skład Hawajów. 17 gatunków występuje na Nowej Gwinei, z czego 16 endemicznie. Po dwa gatunki stwierdzono na Nowej Irlandii i Wyspach Salomona. Dwa gatunki są endemitami Hawajów. Po jednym endemicie mają Palau i Vanuatu. Jeden gatunek wykazano z Nowej Brytanii.

## Taksonomia
Rodzaj ten wprowadzony został w 1992 roku przez Tracey Churchill i Roberta Ravena przy okazji rewizji zachodniopacyficznych przedstawicieli rodzaju Idioctis. Gatunkiem typowym wyznaczyli oni opisanego w tej samej publikacji Nihoa mahina, a oprócz niego włączyli do rodzaju Nihoa jeszcze tylko I. hawaiiensis. Dwa lata później Raven opublikował monografię poświęconą Barychelidae Australii i zachodniej Oceanii, w której zredefiniował rodzaj, włączając doń 23 opisane gatunki:
- Nihoa annulata (Kulczyński, 1908)
- Nihoa annulipes (Thorell, 1881)
- Nihoa aussereri (L. Koch, 1874)
- Nihoa bisianumu Raven, 1994
- Nihoa courti Raven, 1994
- Nihoa crassipes (Rainbow, 1898)
- Nihoa gressitti Raven, 1994
- Nihoa gruberi Raven, 1994
- Nihoa hawaiiensis (Raven, 1988)
- Nihoa itakara Raven, 1994
- Nihoa kaindi Raven, 1994
- Nihoa karawari Raven, 1994
- Nihoa lambleyi Raven, 1994
- Nihoa madang Raven, 1994
- Nihoa mahina Churchill & Raven, 1992
- Nihoa maior (Kulczyński, 1908)
- Nihoa mambulu Raven, 1994
- Nihoa pictipes (Pocock, 1899)
- Nihoa raleighi Raven, 1994
- Nihoa tatei Raven, 1994
- Nihoa vanuatu Raven, 1994
- Nihoa variata (Thorell, 1881)
- Nihoa verireti Raven, 1994